# Laura Jurca
Laura Jurca (n. 14 septembrie 1999, München, Germania) este o gimnastă română. A câștigat trei medalii în concursul junioarelor din cadrul Campionatelor europene de gimnastică artistică feminină 2014 de la Sofia: argint la individual compus și sărituri, bronz la echipe.

## Informații personale
Laura Jurca s-a născut pe 14 septembrie 1999 la München, în Germania. Ea concurează pentru clubul CNS Cetate Deva.

## Cariera la junioare

### 2013
Laura a debutat la nivel internațional la International Gymnix unde a terminat pe locul 7 alături de echipa României.
Câteva luni mai târziu a participat la o competiție amicală cu Franța, unde a câștigat medalia de Aur cu echipa și Bronz la Sărituri. În iulie, alături de Silvia Zarzu și Andreea Iridon, a participat la Jocurile Olimpice Europene de Tineret de la Utrecht, unde a terminat pe locul 3 cu echipa și a câștigat medalia de Argint la Sărituri. 

### 2014
În martie, Laura a participat la Trofeul City Jeloso din Italia. Ea a terminat pe locul doi cu echipa și a obținut argint la Sol și bronz la Sărituri. În mai, la Campionatele Europene pentru Juniori de la Sofia a obținut medalia de bronz cu echipa, Argint la Sărituri și Argint la Individual compus. Tot pe locul La Olimpiada de Tineret din 2014 de la Nanjing, Laura s-a calificat la toate aparatele, însă nu a obținut nicio medalie.

## Cariera la senioare

### 2015
La începutul anului 2015 Laura Jurca a trecut la senioare și pe 27 martie a cucerit medalia de argint în finala la sol de la Cupă Mondială de la Doha, aceasta fiind prima sa medalie la nivel de senioare. Ea face parte din lotul României pentru Campionatele Europene de Gimnastică de la Montpellier, care are loc între 17 și 19 aprilie 2015.